# Mikael Hedeland
Carl Mikael Hedeland, född 7 juli 1973 i Umeå stadsförsamling, är en svensk kemist och professor i analytisk farmaceutisk kemi vid institutionen för läkemedelskemi vid Uppsala universitet. Hans expertis finns i masspektrometri, kromatografi, bioanalys, läkemedelsmetabolism och dopningskontroll.

## Biografi
Mikael Hedeland har studerat vid Uppsala universitet, där han tog masterexamen i läkemedelsvetenskap 1997, följt av doktorsexamen i analytisk farmaceutisk kemi 1999. Därefter var han anställd på Statens veterinärmedicinska anstalt mellan 1999 och 2018. Under dessa år specialiserade han sig på läkemedelsmetabolism och dopningskontroll. Han blev 2007 docent, 2013 gästprofessor och 2013 adjungerad professor (2015) vid Uppsala universitet. År 2018 utsågs han till lärostolsprofessor i analytisk farmaceutisk kemi vid Uppsala universitet.

## Forskning
Mikael Hedeland forskar främst på läkemedel i miljön, läkemedelsmetabolism, dopningskontroll och metabolomik. Detta gör han med forskargruppen analytisk farmaceutisk kemi (AFK) vid Uppsala universitet.

### Läkemedel i miljön
AFK studerar och utvecklar metoder för att göra ekotoxikologiska bedömningar och för att identifiera vad som bildas naturligt samt vad som påverkas när läkemedelssubstanser omvandlas i olika akvatiska system. Forskningen har uppmärksammats av bl.a. SVT och SR

### Läkemedelsmetabolism och dopningskontroll
AFK studerar hur kroppen tar upp dopingklassade läkemedel och utvecklar metoder för att kunna detektera dessa läkemedel. De fokuserar även på potentiella dopingsubstanser som går att få tag på via internet men som ej är läkemedelsklassade.

### Metabolomik
AFK utvecklar metoder för att kunna bestämma prover på molekylnivå. Detta tillämpar de för att få prognostik och diagnostik för olika cancerformer. År 2023 uppmärksammade Vetenskapsrådet Hedelands projekt "Förbättringar i strukturell och kvantitativ lipidomik med applikationer inom levercancer".